# T-62
T-62 é um carro de combate de origem soviética, tendo sido baseado no projeto do T-55, que continuou sendo produzido como modelo de exportação. Seu canhão de 115 mm foi a primeira arma de alma lisa utilizada em um carro de combate produzido em massa.
O T-62 foi produzido entre 1961 e 1975, e tornou-se um dos modelos de carro de combate padrão do arsenal soviético, em parte substituindo o T-55, que continuou a ser fabricado na União Soviética e em outros estados do Pacto de Varsóvia. O T-54/55 e o T-62 foram substituídos mais tarde na linha de frente do exército soviético pelo T-64 e T-72.

## Descrição
O T-62 é o resultado da análise efetuada pelos soviéticos sobre a possibilidade de sobrevivência do blindado T-54/T-55 no teatro de operações da Europa Ocidental. Com o aparecimento dos blindados M-60 e Leopard, equipados com canhões de 105 mm, os soviéticos temiam que os seus blindados T-55 equipados com canhões de 100 mm não fossem capazes de perfurar as novas blindagens dos carros de combate da OTAN em caso de combate.
A atualização dos canhões de 100 mm para o uso de projéteis projéteis APFSDS era considerada economicamente inviável, por isso foi decidido introduzir um novo canhão, para o qual foi necessário fazer alterações ao chassi do tanque T-55, sendo o canhão a alteração mais significativa relativamente ao T-55.
Por isso, embora o T-62 seja um carro de combate novo, ele é em grande medida uma derivação do tanque T-55 (que era uma derivação do T-54), que foi aumentado e modificado de forma a melhor absorver o impacto do disparo do novo armamento principal.

## Produção histórica
Em 5 de julho de 1961, as fábricas de Uralvagonzavod em Nizhny Tagil, Malyshev Factory em Kharkiv, na Ucrânia, e Omsk Factory No. 183 passa parte de sua produção do T-55 para o T-62. O plano original era que o T-62 seria produzido até Ob'yekt Morozov 432 a qual o tanque foi desenvolvido. A produção do T-62 foi mantida na fábrica de Uralvagonzavod até 1973 quando foi substituída na linha de produção pelo T-72. Até o fim da produção cerca de 20.000 T-62 foram produzidos pela Uralvagonzavod. A produção na União Soviética foi interrompida em 1975.
A Checoslováquia construiu mais de 1.500 tanques T-62 para a exportação após o fim da produção na União Soviética em 1975, e continuou produzindo o modelo até 1978.
A Coreia do Norte produziu o T-62 sob licença até 1980. No início de 1990 a empresa norte-coreana Second Machine Industry Mesa projetou uma cópia leve do T-62, que é produzido em massa e é conhecido localmente como o Ch'ŏnma-ho I.

## Problemas e limitações

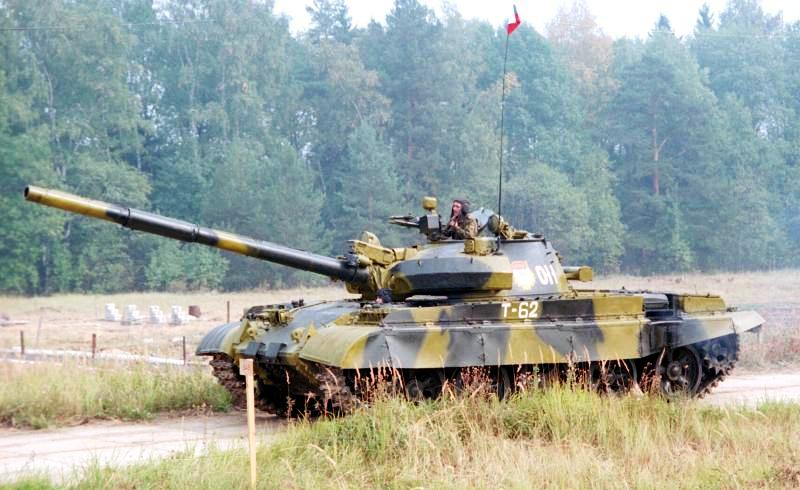
Um T-62 russo.

O T-62 continuou com parte dos problemas que vinham do T-55. A rotação da torre era extremamente lenta, com apenas uma rotação total de 21 segundos, contra menos de 10 segundos dos tanques ocidentais, principalmente os M-60 e Leopard 1.
O problema com a deficiente blindagem que sempre afetou os tanques da família T-55 também não foi resolvido com o T-62, que continuou, por isso, a ser muito inferior aos tanques ocidentais.
Mais tarde, foi apresentada a versão T-62M com a incorporação de blindagem adicional, mas mesmo assim a blindagem do T-62 não era de forma alguma equivalente à dos seus rivais ocidentais.
O T-62 partilha algumas das limitações do T-55: cabine apertada, armaduras finas, equipamentos de controle de arma analógico (na maioria dos modelos), depressão limitada da arma principal e combustível e áreas de armazenamento de munição vulneráveis.
O gasto sistema automático de ejeção do cartucho pode causar acumulações perigosas de monóxido de carbono e, eventualmente, dano físico real para a tripulação.
Os membros do grupo geralmente sofrem casos de lesão contundentes e queimaduras por causa do projétil ejetado dentro do tanque; algumas modificações nos modelos seguintes resolveram o problema. Outro problema era que a abertura da porta de ejeção do canhão em condições NBC também expunha a tripulação a contaminação.

## Suspensão e mobilidade
A alteração na suspensão é facilmente identificável, porque ao contrário do T-55, o T-62 deixou de ter a tradicional maior distância de separação entre a primeira e a segunda rodas, tão típica dos modelos da família T-54 e T-55, que também se encontra nos modelos de fabrico chinês.
No T-62, nota-se que as duas rodas traseiras não se encontram na mesma distância, o que foi resultado do aumento nas dimensões do casco do tanque.
O T-62 usa suspensão de barra de torsão. Tem cinco pares de rodas de borracha, pinhões de acionamento na traseira e reboque na frente de cada lado, sem rolos de retorno. A primeira e a última rodas tem um amortecedor hidráulico. O reservatório é alimentado por um motor V-55 a diesel de 12 cilindradas com uma câmara de 38,88 litros de água refrigerado, que desenvolve 581 cv (433 kW) a 2.000 rpm. Este é o mesmo motor utilizado no T-55. Porque o T-62 pesa mais do que o T-55, é menos manobrável que seu irmão.
Como o T-55, o T-62 possui três tanques de combustível de diesel: um no para-lama direito e um tanque de óleo auxiliar no para-lama esquerdo. O tanque carrega 960 litros de combustível nos tanques de combustível internos e externos. Dois tanques de combustível adicionais e opcionais de 200 litros podem ser instalados na parte traseira do veículo para uma maior gama de funcionamento e alcance do blindado.

## Blindagem

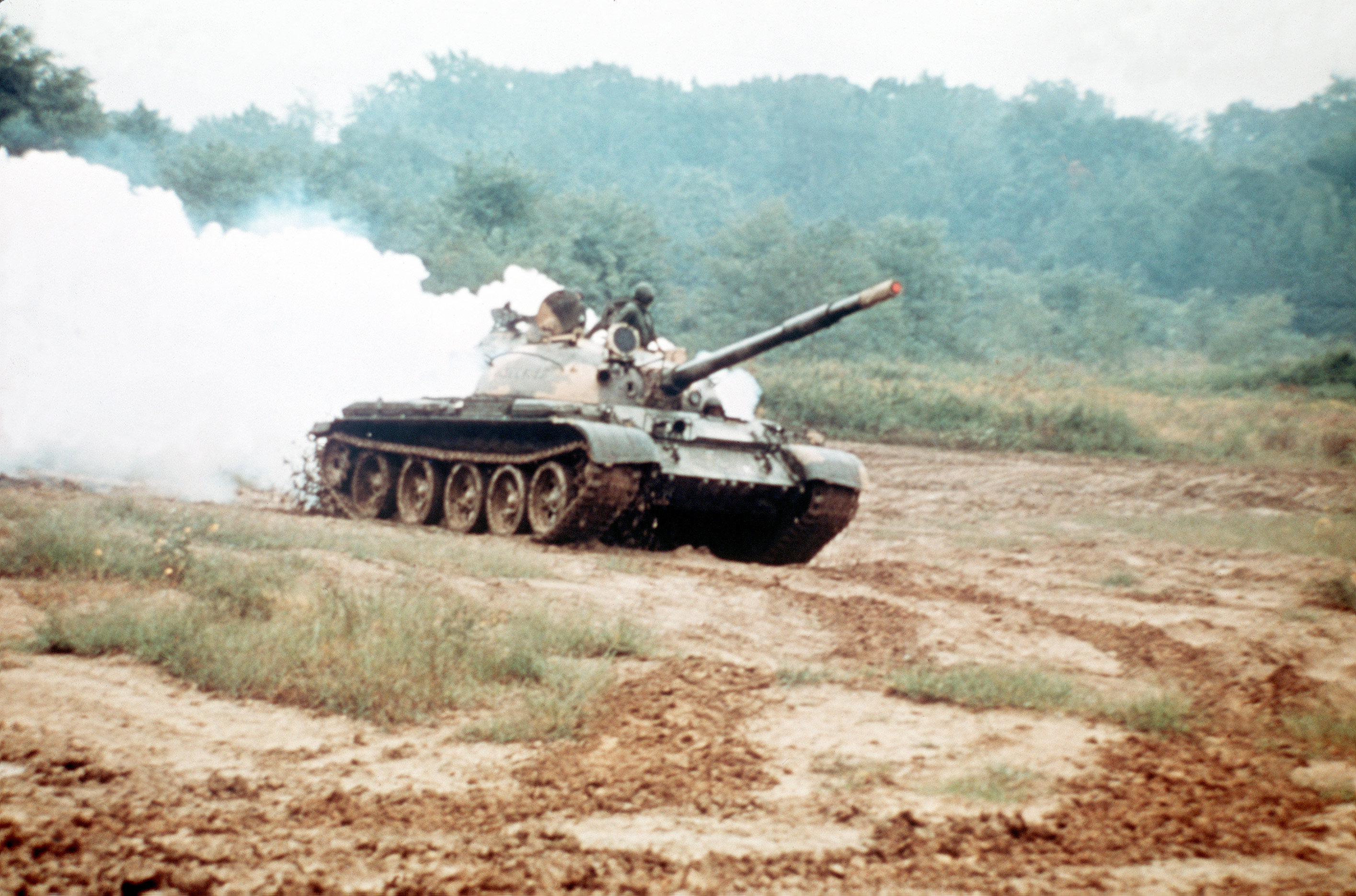
Um T-62 soltando uma cortina de fumaça.

O T-62 tem uma armadura 5% melhor na parte da frente do casco 102 mm a 60° e armadura 15% melhor na frente da torre 242mm do que o T-54/T-55. A armadura da torre era de 153mm de espessura nas laterais, 97 mm de espessura na parte traseira e 40mm de espessura no telhado. A armadura do casco é de 79mm de espessura nas laterais superiores, 46 milímetros a 0° de espessura na parte traseira e 20mm de espessura na parte inferior. Embora a armadura na parte da frente do casco seja mais espessa do que no T-55, a armadura lateral e inferior 15 mm e na armadura do telhado 31mm acontece a mesma coisa.

## Principais utilizadores

Operadores no Mundo.

- Rússia – Pelo menos 2 000 destes veículos estavam operacionais no momento do colapso da União Soviética ao final de 1991. Cerca de 761 estavam no serviço ativo em 1995. Cinco anos mais tarde, no ano 2000, havia 191 no serviço ativo e 1 929 estavam em estoques. Em 2013, todos os tanques do modelo e suas variantes foram supostamente sucateados,[4] – mais tarde, descobriu-se que isso não era verdade, pois a Rússia reativou vários T-62 para reabastecer o exército sírio.[5]

Nas décadas de 1990 e 2000, foram distribuídos entre as forças do Ministério do Interior e operam essencialmente na Chechénia, onde não tiveram presentemente nenhum tipo de ameaça realmente importante. Como viaturas do Ministério do Interior, estes carros de combate tiveram um papel ativo durante a operação de invasão da Geórgia em agosto de 2008. Nessa operação os tanques T-62 entraram na província georgiana da Ossétia do Sul e estiveram presentes em operações de bloqueio de estradas dentro do território georgiano. Nesse conflito os tanques T-64 utilizaram uma proteção adicional contra armas portáteis antitanque do tipo RPG como o RPG-7.
De acordo com o Estado-Maior das forças armadas ucranianas, como consequência das perda sofridas na Invasão da Ucrânia pela Rússia em 2022, a Rússia estava reativando do seu estoque enormes quantidades de blindados T-62Ms para substituir os numerosos T-72 destruídos nos campos de batalha.
- Coreia do Norte – De 970 Recebidos na década de 1960 e 70 cerca de 900 continuam em serviço.

Embora obsoleto, o T-62 é o carro de combate mais poderoso ao serviço na Coreia do Norte.
Trata-se de veículos que começaram a ser fornecidos nos anos 70 à Coreia do Norte, depois de terem sido retirados de serviço de primeira linha, à medida que nos países do Pacto de Varsovia, principalmente União Soviética, os carros T-62 iam sendo substituídos por T-64 e T-72. Com o seu armamento principal de 115mm Rapira, o T-62 estava nos anos 70 melhor armado que os carros de combate do exército da Coreia do Sul, que na altura contava com M-47 e M-48 armados na sua maioria com canhões de 90mm e 105mm. A Coreia do Norte recebeu um primeiro lote de 350 tanques entre 1971 e 1975, que foram reforçados por um segundo lote de 150, recebidos entre 1976 e 1978 e por um terceiro lote que foi negociado em 1976 e que foi fornecido entre 1980 e 1989 que atingiu 470 unidades. O parque de carros T-62 da Coreia do Norte, superou os 970 exemplares. Por falta de opções, calcula-se que o parque de carros T-62 seja mantido nas melhores condições possíveis. Existem rumores não confirmados de que alguns exemplares do T-62 teriam sido modificados para receber o canhão de 125mm standard do T-72 soviético.

### Outros usuários
- Argélia - De 330 cerca de 300 em serviço.[7]
- Angola - De 364 cerca de 50 em serviço na reserva.[8]
- Cuba - De 150 cerca de 50 em serviço na reserva.
- Egito - De 1.200 cerca de 500 em serviço.[9]
- Eritreia – Recebeu alguns do exército etíope.[10]
- Etiópia – Cerca de 100 estão no serviço ativo.[10]
- Líbia - Até 2011, antes da guerra civil líbia, cerca de 100 estavam no serviço ativo e outros 70 na reserva.[11]
- Irão - De 150 cerca de 50 em serviço.[12][13]
- Iêmen - Cerca de 100.[10]
- Mongólia - De 250 cerca de 250 em serviço.
- Moçambique - De 14 cerca de 4 em serviço.
- Síria - Até 2005, cerca de 1 000 no serviço ativo.[14]

## Variações

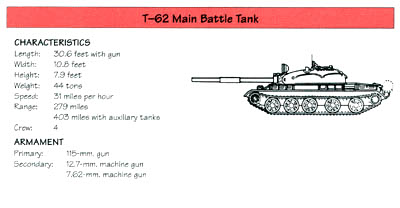
T-62 características.

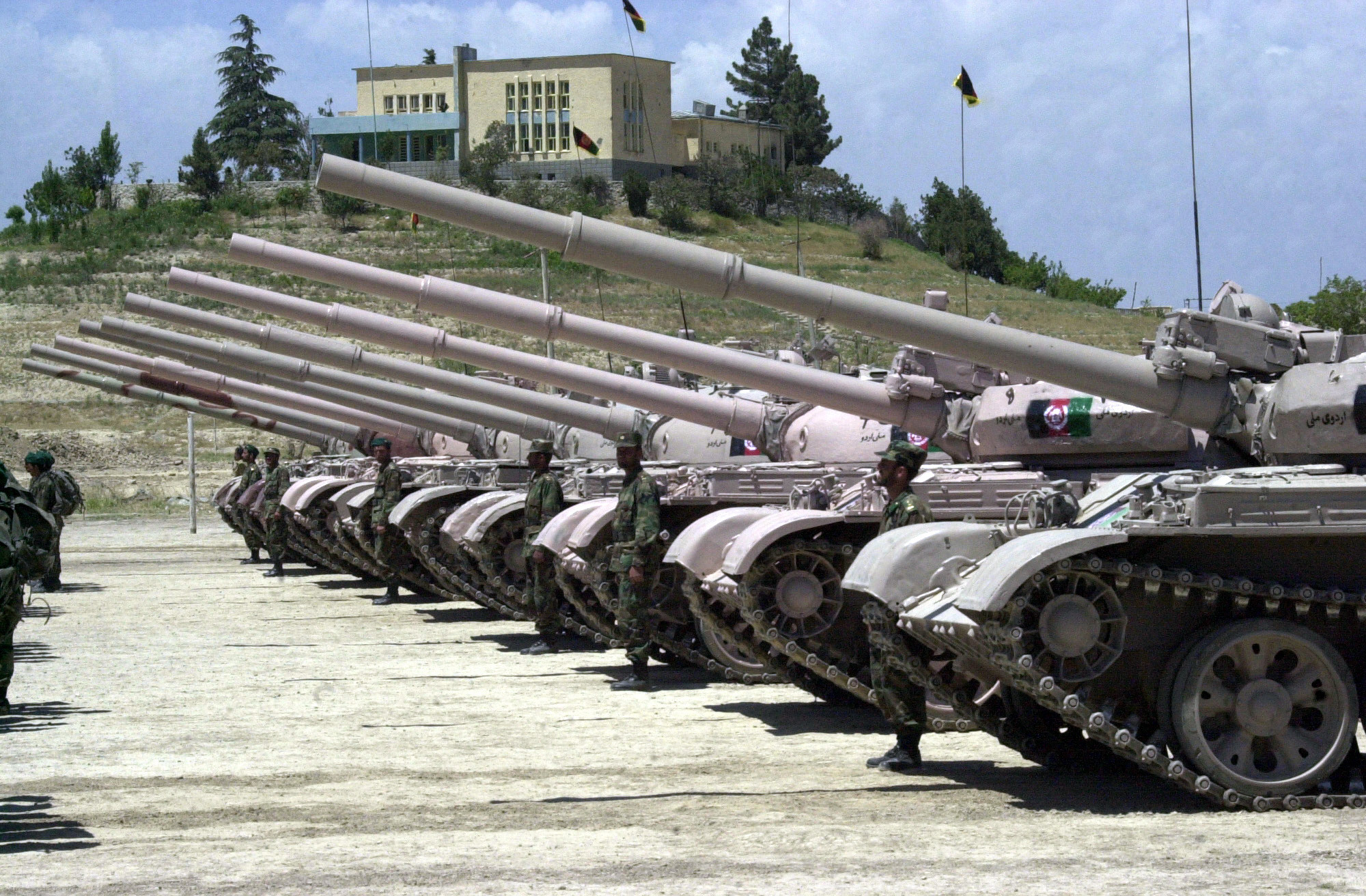
T-62 Afegãos.

- T-62A (Ob'yekt 165) - predecessor do T-62. Era essencialmente um chassis do T-55 esticado com, nova suspensão e torre modernizada com gasto-ejetores do cartucho, armado com um canhão de 100 mm-54TS (às vezes também chamado-8ST) equipado com novo estabilizador "Kometa". Apenas um número muito pequeno entrou em serviço.
- T-62 Obr.1960 (Ob'yekt 166) - Modelo original de produção equipado com o um canhão U 115 milímetros-5TS "Molot" (2A20) Rapira canhão de alma lisa com estabilizador "Meteor". Ele também tem visão noturna, carrega 40 munições para a arma principal e 2.500 para a metralhadora coaxial PKT de propósito geral. Com motor V-55 de 581 cv (433 kW). Tem a cúpula do comandante soldada à torre.
- T-62K (Ob'yekt 166K) (K representa komandirskaya - comando) (1964) - T-62 variante de comando. É adicionalmente equipados com um R-112 (ou R-130) de rádio, um AB-1 APU e uma base de antena no alto da torre. A carga de munição foi diminuída para 36 para a arma principal e 1.750 para a metralhadora coaxial de propósito geral. Era usado principalmente por comandantes de batalhão.
- T-62KN (Ob'yekt 166KN) (K representa komandirskaya - comando) - T-62K equipado com auxiliares de navegação.
- T-62K equipado com 9M14 Malyutka (NATO: AT-3 Sagger) lançador ATGM. Ob'yekt 167 - T-62 equipado com motor V-26 que, com a utilização de uma turbina desenvolve 700 cv (522 kW). Ele também tem um Malyutka 9M14 (NATO: AT-3 Sagger) lançador ATGM na parte traseira da torre e um novo chassis com roletes de retorno e roadwheels menores. Não foi produzido. Apenas dois protótipos foram feitos.
- Ob'yekt 167T - Ob'yekt 167 versão equipada com  motor GTD-3T de turbina a gás.
- T-72 - Desenvolvimento do T-62 com algumas características do T-64A.
- T-62 Obr.1967 - T-62 Obr.1960 com uma plataforma de motor ligeiramente modificada.
- T-62 Obr.1972 - T-62 Obr.1967 com uma metralhadora DShK 1938/46 instalado no gerenciador de escotilha. O tanque é também equipado com uma roda dentada. Às vezes é incorretamente chamado de T-62A ou T-62M.
- T-62 Obr.1975 - T-62 equipado com um Obr.1972 KTD-1 ou KTD-2 telêmetro laser em uma caixa blindada sobre o armamento principal. Ele também tem escondido parafusos em torno de cúpula do comandante.
- T-62D (Ob'yekt 166D) (D representa Drozd) (1983) - Equipados com Obr.1975 KAZ 1030m "Drozd sistema de proteção" ativa (ERA), BDD armadura aplicada no talude do casco novo motor diesel V -55U.
- T-62D-1 (Objekt 166D-1) - T-62D equipado com um novo motor diesel V-46-5M.
- T-62M (Ob'yekt 166M) (1983) - modernização extensiva do T-62 com melhoria na proteção e mobilidade e sistema de controle de tiro "Volna". É equipado com o pacote de blindagem BDD, placa de blindagem adicional na barriga para proteção anti minas, 10 mm de espessura, saias laterais reforçadas de borracha com cerca de 10 mm de espessura. O BDD foi especialmente concebido para sobreviver por exemplo a RPGs e consiste de uma placa aplicada sobre o talude e dois blocos em forma de ferradura colocado à frente da torre. Os corrimãos em torno da torre foram removidas para dar lugar para o sutiã de armadura aplicada. Também quatro elos fechos da cadeia de reposição completa foram adicionados ao lado da torre. O tanque é também e equipado com sistema de controle de tiro "Volna" que foi melhorado com a instalação do KTD-2 (ou KTD-1 telêmetro laser) em uma caixa blindada sobre o armamento principal. A carga de munição foi aumentada em duas munições. Alguns são equipados com dois conjuntos de quatro lançadores de granadas de fumo cada um de um lado da torre. O T-62M foi visto pela primeira vez pelos americanos durante a guerra soviética no Afeganistão e deram-lhe a designação T-62E. Há um número de subvariantes do T -62M, considerável.
- T-62M-1 (Ob'yekt 166M-1) - T-62M equipada com  motor diesel V-46-5M.
- T-62M1 (Ob'yekt 166M1) - T-62M equipado com armaduras revista frontalmente. Ele não tem a capacidade ATGM .
- T-62M1-1 (Ob'yekt 166M1-1) - T-62M1 equipada com motor diesel V-46-5M.
- T-62M1-2 (Ob'yekt 166M1-2) - T-62M1 sem armadura na barriga do tanque e sem o pacote de armadura BDD.
- T-62M1-2-1 (Ob'yekt 166M1-2-1) - T-62M1-2 equipado com motor diesel V-46-5M.
- T-62MD (Ob'yekt 166MD) (D representa Drozd) - T-62M equipado com sistema de produção Drozd.
- T-62MD-1 (Ob'yekt 166MD-1) (D representa Drozd) - T-62MD equipada com um motor diesel V-46-5M.

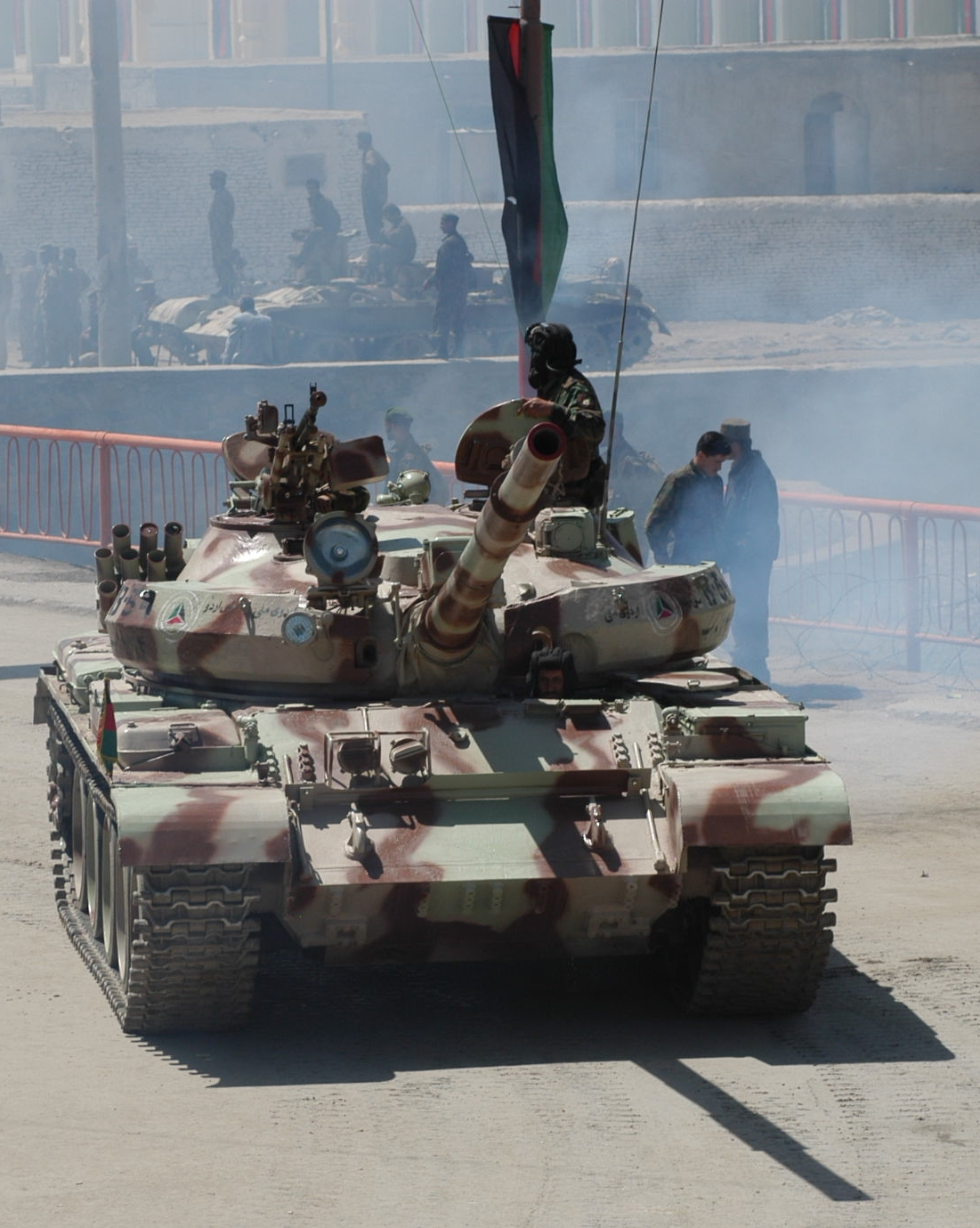
Um T-62M afegão.

- T-62MK (Ob'yekt 166MK) (K representa komandirskaya - comando) - T-62M variante de comando. Ele não tem a capacidade ATGM mas tem auxiliares de navegação. O reservatório tem uma menor carga de munição para arma tanto a principal com a metralhadora coaxial de propósito geral.
- T-62MK-1 (Ob'yekt 166MK-1) (K representa komandirskaya - comando) - T-62MK equipados com um motor diesel V-46-5M.
- T-62MV (Ob'yekt 166MV) (1985) (V representa vzryvnoi - explosivo) - Equipado com "Kontakt-1" blindagem explosiva reativa (ERA) nas * laterais do casco e na frente da torre.
- T-62MV-1 (Ob'yekt 166MV-1) (V representa vzryvnoi - explosivo) - T-62MV equipada com um motor diesel V-46-5M.
- T-62M1V (Ob'yekt 166M1V) (V representa vzryvnoi - explosivo) - T-62MV sem capacidade ATGM.
- T-62 equipado com uma caixa na parte traseira da torre com mísseis antiaéreos.
- T-62 equipado com o ZET-1 (ZET representa Zaschtschita Ekrannaja Tankowaja) sistema de proteção do veículo. O sistema foi desenvolvido em 1964 e foi especialmente concebido para proteger a parte dianteira do tanque e as laterais até um ângulo de 25 ° em forma de contra carga com projéteis de calibre máximo de 115 mm. Ela consistia de uma tela elástica com estrutura de rede centralizada nos veículos e no seu armamento principal. Foi destinado a o T-54, T-55 e T-62. O diâmetro da tela era diferente para cada tipo de reservatório.
- T-62 experimentalmente, equipada com o sistema "Zhelud autoloader".
- T-62/122 - T-62 veículo de engenharia armados com um obuseiro de 122 milímetros.
- T-62/160 - T-62 veículo com morteiros de 160 milímetros.
- T-67 - T-62 armado com um canhão de 125 mm.
- TO-62 - T-62 convertido em um tanque lança-chamas. O lança-chamas tem um alcance efetivo de 100 metros e é montado coaxialmente com o canhão de 115 mm.